# Ђовијано (Лука)
Ђовијано је насеље у Италији у округу Лука, региону Тоскана.
Према процени из 2011. у насељу је живело 123 становника. Насеље се налази на надморској висини од 288 м.